# Étienne Louis Malus
Pour les articles homonymes, voir Malus.
Étienne Louis Malus (de son nom de famille complet Malus Dumitry), né à Paris le 23 juillet 1775 et mort à Paris le 23 février 1812, est un ingénieur, physicien et mathématicien français.

## Biographie

### Jeunesse et débuts militaires
Étienne Louis Malus naît le 23 juillet 1775 à Paris, rue Sainte-Avoye. Son père, Anne-Louis Malus Dumitry, était Chevalier Conseiller du Roi, Trésorier de France au Bureau des finances et grand voyer de la Généralité de Paris. Sa mère se nommait Louise-Nicole-Charlotte Desboves.
Le 8 juillet 1793, il est admis à l’École du génie de Mézières, dont il est renvoyé comme suspect la même année.
Par la suite, il s'enrôle dans le 15e bataillon de volontaires de Paris qui l'affecte à Dunkerque, assiégée, pour des travaux de fortification. Sur place, l'ingénieur des Ponts et Chaussées Le Père le remarque et parvient à le faire entrer à l'École centrale des travaux publics en 1794, année de création de l'école et qui ne prendra le nom de l'École Polytechnique que l'année suivante. Il s'y lie d'amitié avec Gaspard Monge qui, durant une absence, le charge d'enseigner la géométrie analytique.
Il est par la suite rétabli de ses anciens grades obtenus à l'École du génie de Mézières, soit sous-lieutenant du Génie le 1er vendémiaire an IV (23 septembre 1795) puis capitaine le 1er messidor an IV (19 juin 1796). Il intègre durant cette année l'École du génie de Metz le 1er ventôse an IV (20 février 1796) ; il y enseigne les mathématiques et la stéréotomie. Affecté à l'armée de Sambre-et-Meuse, il est envoyé pendant près d'une année en garnison à Giessen, où il rencontre Wilhelmine Louise Koch, fille du chancelier de l'Université, qui ne deviendra sa femme que des années plus tard.

### Campagne d'Égypte
Étienne Louis Malus embarque sur l'Aquilon le 27 floréal an VI (16 mai 1798) à Toulon pour participer à la campagne d'Égypte. Il prend part tour à tour à la bataille des Pyramides le 3 thermidor an VI (21 juillet 1798), à la répression de l'insurrection au Caire le 30 vendémiaire an VII (21 octobre 1798) ou encore au siège d'El-Harisch. Il frôle la mort à Jaffa, où une épidémie de peste éclate. Il se rétablit peu à peu au lazaret de Lesbieh puis au poste de Cathieh.
Le début de sa brillante carrière scientifique débute également durant la campagne d'Égypte, le 5 fructidor an VI (23 août 1798), jour de la promulgation du décret qui fonde l'Institut d'Égypte. Il y siège à la section des mathématiques, aux côtés de Gaspard Monge, Joseph Fourier et Napoléon Bonaparte lui-même. Désormais, Malus a enfin le temps et les moyens d'étudier et de se consacrer pleinement aux mathématiques ou encore à la physique de la lumière.

### Retour en France
Malus débarque du Castor à Marseille le 22 vendémiaire an X (14 octobre 1801). Après une nouvelle hospitalisation, il retourne à Giessen pour épouser Wilhelmine Louise Koch le 24 pluviôse an X (13 février 1802).
À nouveau en garnison à Lille de 1802 à 1803, en tant que commandant du Génie, il fait partie des fondateurs de la Société d'amateurs des sciences et arts de la ville de Lille qui le nomme vice-président, puis il devient président en 1804. Il est par la suite appelé à Anvers en tant que responsable des travaux d'agrandissement du port. Sa mission suivante l'envoie vers Strasbourg en mars 1806 en tant que sous-directeur des fortifications. En parallèle à ses missions pour le génie civil, il effectue des allers-retours réguliers vers Paris, où il a un rôle d'examinateur à l'École Polytechnique en géométrie descriptive et en arts graphiques. Il est nommé directeur des études de l'établissement en 1811, peu de temps après être devenu membre de l’Institut, à la suite de son élection à l'Académie des sciences le 13 août 1810 pour remplacer le siège de Joseph Montgolfier.
Il meurt le 24 février 1812 à son domicile, au no 19 de la rue d'Enfer à Paris. Il est inhumé au cimetière du Père-Lachaise (10e division),.

## Travaux
Ses travaux mathématiques sont pour la plupart liés à l’étude de la lumière. Ses travaux sur les systèmes géométriques sont proches de ceux de Julius Plücker. Il mène des expériences pour vérifier les théories énoncées par Huygens sur la nature de la lumière et les reformule sous une forme plus analytique dans son Traité d’optique analytique paru en 1807. Sa découverte de la polarisation de la lumière par réflexion est publiée en 1809 et sa théorie de la double réfraction de la lumière dans un cristal paraît sous le titre Théorie de la double réfraction de la lumière dans les substances cristallines en 1810 et lui vaut le prix de l’Académie des sciences ainsi que la médaille Rumford de la Royal Society.
- Sa découverte la plus célèbre est probablement la loi de Malus, qui donne l’intensité I, après passage dans un polariseur d’un faisceau lumineux d’intensité incidente I0 :

I = I0 cos2 θ
où θ est l’angle entre la direction de polarisation de la lumière incidente et l’axe du polariseur.
- Le théorème de Malus, quant à lui, stipule que les surfaces d'onde émises par une source ponctuelle sont orthogonales aux rayons lumineux issus de cette source.

Le 30 juin 1810 il présente son mémoire sur le goniomètre-répétiteur à l'Institut, instrument utilisé dans les opérations d'arpentage et de levé de plans pour mesurer les angles.

## Articles majeurs
Sur la mesure du pouvoir réfringent des corps opaques, Journal de l'École polytechnique, 1809, Tome 8, p. 219-228.

## Hommages et iconographie
Son nom est inscrit sur la tour Eiffel et en 1879 la rue Malus à Paris fut baptisée en son nom.
- Paris, Bibliothèque nationale de France, Portrait de Malus par André Dutertre, dessin à la mine de plomb, 0,086 x 0,075.
- Estampe d'Ambroise Tardieu, d'après un dessin d'Antoine Chazal, lui-même d'après un tableau non documenté.

### Publication
- Étienne Louis Malus, L’Agenda de Malus : souvenirs de l’Expédition d’Égypte, 1798-1801, Paris, Éd. H. Champion, 1892, 224 p., in-16 (lire en ligne). — Éd. par le général Charles Thoumas.